# Jacques Armand Gauthier
Jacques Armand Gauthier (nascut el 7 de juny del 1948 a Nova York) és un paleontòleg dels vertebrats, morfòleg comparatiu i sistemàtic estatunidenc, així com un dels pioners de l'ús de la cladística en biologia. Es graduà en Zoologia per la Universitat Estatal de Diego el 1973, obtingué un màster en Ciències Biològiques a la mateixa institució el 1980 i es doctorà en Paleontologia per la Universitat de Califòrnia a Berkeley el 1984. És catedràtic de la Universitat Yale.